# Фолькероде
Фолькероде (нім. Volkerode) — громада в Німеччині, розташована в землі Тюрингія. Входить до складу району Айхсфельд. Складова частина об'єднання громад Ерсгаузен/Гайсмар.
Площа — 6,88 км2. Населення становить 232 ос. (станом на 31 грудня 2021).

## Галерея

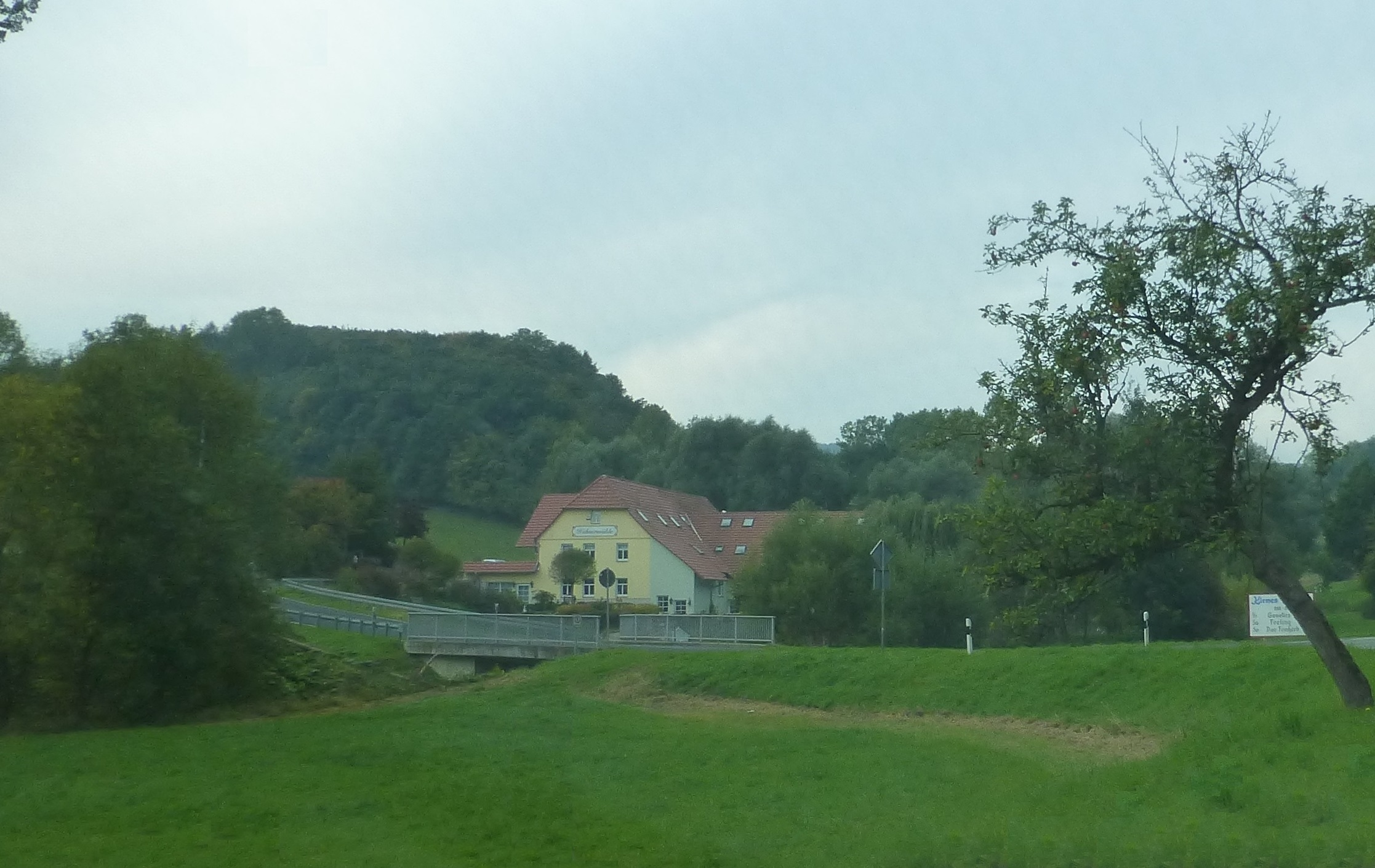